# 미나미고리촌
미나미고리촌(南郷里村)은 일본 시가현 사카타군에 설치되었던 촌이다. 현재의 나가하마시 중심부의 동방 일대에 해당한다.